# Manjilas
Manjilas é uma empresa alimentar localizada em Thrissur, Kerala, na Índia. Fundada em 1959 na cidade de Thrissur por M O John, tem 13 armazéns ao longo do Sul da Índia, tendo mais de 800 trabalhadores.
A empresa, além das suas vendas na Índias, exporta para os Estados Unidos, Europa e Médio Oriente.
Manjilas produz 20 variedades de arroz e cerca de 100 variedades de produtos alimentares sob o nome de Double Horse.